# Старые Пичуры
Старые Пичуры (мокш: Сире Пяцёра) — село в Торбеевском районе Республики Мордовия Российской Федерации. Административный центр Старопичурского сельского поселения.
Численность населения — 255 чел. (2010 год), в основном мордва-мокша.

## География
Село расположено в 18 км от районного центра и 7 км от железнодорожной станции Веденяпинский.

## История
Название-характеристика: м. пичеур «небольшая возвышенность с сосновым лесом».
Упоминаются в «Писцовой книге Семёна Секлотова да подьячего Ивана Воробьёва» (1680—1682 гг.)
В «Списке населённых мест Пензенской губернии» (1896 г.) Старые Пичуры — деревня казённая из 95 дворов Наровчатского уезда.
По данным 1931 г. в селе было 279 дворов (1 817 чел.) Организованы колхозы «Красная звезда», «Победа», с 1996 г. — бригада СХПК «Победа» (центр в с. Красаевка).

## Население
| 2002 | 2010 |
| ---- | ---- |
| 281  | ↘255 |

## Описание
В селе открыты библиотека, Дом культуры, магазин. Основная школа закрылась. Также в селе открыт родник Святого Авраама.
Старые Пичуры — родина заместителя министра труда и занятости населения Республики Мордовия Г. И. Сергушкина.